# Jacobo Serafin de Thurn Zallinger
Jacobo Serafin de Thurn Zallinger fue un jesuita nacido en 1735 y fallecido en 1813.

## Biografía
Jacobo fue profesor de filosofía y de física en el Liceo de Inspruck, y fue considerado uno de los más entendidos físicos de su tiempo, publicando diversos escritos que fueron muy bien valorados en su época.
Jacobo también dejó escritas obras de filosofía, de derecho canónico o leyes eclesiásticas, una disquisición sobre la filosofía de Emanuel Kant, una exposición del método de Isaac Newton y una sobre la iglesia y el estado en Austria.
G. Gley dio noticias en la biografía universal de J.F.Michaud sobre una obra de Zallinger: Plano de una nueva rueda hidráulica.

## Obras
- De incremento frugum dissertatio..., Oeniponti, 1771.
- Interpretatio naturae, seu philosophia: Newtoniana metodo exposita..., Augustae Vindelicorum, 1773-75, 3 vols.
- De generali et absoluta virium mecanicharum mensura, Inspruck, 1777, en 8.º.
- Sobre la electricidad de ciertos cuerpos que se han descubierto en el Tyrol, 1779 en 8.º.
- Disquisitionum philosophiae Kantianae...., Augustae Vindelicorum, Veith, 1799.
- Ist die Kirche in dem Staate,......, 1782.
- Sobre el calor respectivo de diferentes comarcas, 1787, en 8.º.
- Sobre la perfección de las cartas particulares de geografía, Múnich, 1788.
- Institutiones juris ecclesiastici maxime privati ordine decretalium, Romae: Collegio Urbano, 1832, 2 vols.
- Institutionum juris naturalis et ecclesiastici, París, 1839, 2 vols.
- Otras